# Douré (Tanghin-Dassouri)
Pour les articles homonymes, voir Douré.
Douré est une localité située dans le département de Tanghin-Dassouri de la province du Kadiogo dans la région Centre au Burkina Faso.

## Géographie
Le village est, tout comme Wem-Yiri et Tambétin, administrativement rattaché à Nabitinga-2.

## Santé et éducation
Le centre de soins le plus proche de Douré est le centre médical (CM) de Tanghin-Dassouri tandis que les hôpitaux se trouvent à Ouagadougou.
Le village possède une école primaire publique.